# Luibiskogel
Luibiskogel är ett berg i Österrike.   Det ligger i distriktet Imst och förbundslandet Tyrolen, i den västra delen av landet, 400 km väster om huvudstaden Wien. Toppen på Luibiskogel är 3 110 meter över havet, eller 479 meter över den omgivande terrängen. Bredden vid basen är 11,3 km.
Terrängen runt Luibiskogel är huvudsakligen mycket bergig. Närmaste större samhälle är Sölden, 11,9 km sydost om Luibiskogel. 
Trakten runt Luibiskogel består i huvudsak av gräsmarker. Runt Luibiskogel är det ganska glesbefolkat, med 35 invånare per kvadratkilometer.